# Портман Роуд
Портман Роуд (на английски: Portman Road) е футболен стадион в Ипсуич, Съфолк, Англия. Построен е през 1884 година и оттогава се използва от ФК „Ипсуич Таун“. Освен това на стадиона са играни и множество международни срещи на младежките формации на Англия, мачове по хокей на трева, състезания по лека атлетика, концерти, както и един приятелски мач на мъжкия отбор на Англия срещу Хърватия през 2003 година.
Най-посещаваният мач на стадиона е през март 1975 срещу „Лийдс Юнайтед“, когато се събират 38 010 фенове. През 2002 година е разширен от 22 600 места на 30 311. След завръщането на отбора във висшата лига на Англия след сезон 2023/24 клубът предприема ремонти, за да отговори на стандартите на лигата и капацитетът се разширява до 30 017 места.
Когато е построен през XIX век, това е един от първите стадиони с мрежи на вратите и маркировка на тревата. Поради географското разположение тревната настилка още тогава е била с високо качество. През 1936 година стадионът е преустроен и теренът е завъртян, така че от тогава нататък играта се играе в посока север-юг. Издигнати са парапети около игрището и са изградени трибуни в северния и южния край.

## Трибуни
- East of England Co-operative Stand (запад)
- Sir Bobby Robson Stand (север)
- Cobbold Stand (изток)
- Sir Alf Ramsey Stand (юг)